# Corinth (Georgia)
Corinth es un pueblo ubicado en el condado de Heard en el estado estadounidense de Georgia. En el censo de 2000, su población era de 213.

## Demografía
En el 2000 la renta per cápita promedia del hogar era de $21,094, y el ingreso promedio para una familia era de $20,500. El ingreso per cápita para la localidad era de $11,824. Los hombres tenían un ingreso per cápita de $24,844 contra $20,250 para las mujeres.

## Geografía
Corinth se encuentra ubicado en las coordenadas 33°13′46″N 84°56′32″O / 33.22944, -84.94222 (33.229552, -84.942101).
Según la Oficina del Censo, la localidad tiene un área total de 2,3 km² (0,9 mi²), de la cual 2,3 km² (0,9 mi²) es tierra y 0 km² (0 mi²) (0.00%) es agua.